# Kommissar Pascha
Kommissar Pascha ist eine kurzlebige, in München spielende deutsche Fernsehserie mit Tim Seyfi als Zeki Demirbilek in der Hauptrolle. Die Serie basiert auf den gleichnamigen Büchern von Su Turhan. Die Erstausstrahlung des vom 25. August bis 26. September 2015 gedrehten Pilotfilms erfolgte am 16. März 2017 in der Reihe „DonnerstagsKrimi“ in der ARD, die zweite Folge, Bierleichen, wurde eine Woche später gezeigt. Anschließend wurde die Reihe trotz guter Kritiken wegen nicht zufriedenstellender Einschaltquoten eingestellt.

## Inhalt
Zeki, der neue Kommissar, ist in erster Linie Bayer, genauer: Münchner. Seine „Migra“- Abteilung im Kommissariat ist seine Familie. Denn zu Hause hat Zeki Demirbilek genau das nicht: eine Familie, die zusammenhält. Seine Ex-Frau Selma, seine beiden Kinder: alle verstreut. In der „Migra“ aber halten sie zusammen: Vierkant und Jale, und am Ende erweist sich sogar der unfreiwillig ,adoptierte‘ Pius Leipold als loyal. Zeki steht mit beiden Beinen in zwei Kulturen, und wenn er abends einen Absacker braucht, dann sind es ein Obstler und ein Raki gleichzeitig. „Kommissar Pascha“ ist also viel mehr als ein weiterer Ermittlerkrimi aus München, es ist eine ungewöhnliche Familiengeschichte.

## Rezeption
Kritiken zum Pilotfilm Kommissar Pascha
Oliver Jungen lobte in der Frankfurter Allgemeinen Zeitung: „Ein deutsch-türkischer Fernsehermittler pfeift auf die Politik und führt vor, wie das mit dem Zusammenleben klappt: ‚Kommissar Pascha‘ bietet famose Unterhaltung mit Esprit, und das sogar bei der ARD.“
Auch Rainer Tittelbach lobte den Auftaktfilm auf seiner Seite tittelbach.tv und fand folgende Worte „… ein ausgemachter Wohlfühlkrimi, in dessen komplexem und doch überschaubarem Mikrokosmos man sich schon nach wenigen Filmminuten ‚zuhause‘ fühlt. Die ‚Migra‘ als Ersatzfamilie – für den Zuschauer vielleicht sogar mehr als für die Hauptfigur, die im Intro und am Ende deutlich macht, wofür ihr Herz schlägt.“
Elmar Krekeler stimmte der Ansicht seiner Kollegen in seiner Bewertung des Auftaktfilms in der Welt ebenfalls bei und schrieb: „Demirbilekmichama… Dieser Türke ist gut. … Dass man sich so wohl fühlt mit der Migra, das Wundermittel, das ‚Kommissar Pascha‘, dieses skurrile Kriminalmärchen von der Isar, so leicht macht, dass es über alle gewissermaßen natürlich vorhandenen Klischeetöpfe hinwegfliegt, ist neben der unbedingten Offenheit der Gefühlswelt des Paschas von der ‚Migra‘, ihre wiederum natürliche Authentizität, die auch schon in den Romanen von Su Turhan unbedingt bezwingend war.“
Ulrich Feld schloss sich dem allgemeinen Lob für den Auftaktfilm in der Frankfurter Neuen Presse ebenfalls an und führte aus: „Die Truppe kümmert sich um Fälle mit Migrationshintergrund. Dabei kommt ihnen zugute, dass der Film zwar das Krimi-Genre nicht neu erfinden will, aber alte, teil auch recht altbackene Klischees mal auf eine neue Art interpretiert. … Eine ausgesprochen gelungene Gratwanderung also. Bigler handhabt die Klischees ziemlich souverän.“

## Besetzung
| Rolle              | Schauspieler         | Hauptrolle (Staffel) | Anmerkungen (mit Handlungshinweisen)                                                                  |
| ------------------ | -------------------- | -------------------- | --- |
| Zeki Demirbilek    | Tim Seyfi            | 1.01–1.02            | leitet das Sonderdezernat für Verbrechen gegen Leib und Leben mit migrantischem Hintergrund („Migra“) |
| Isabel Vierkant    | Theresa Hanich       | 1.01–1.02            | niederbayerische Mitarbeiterin von Demirbilek                                                         |
| Jale Cengiz        | Almila Bagriacik     | 1.01–1.02            | Berlin-Exilantin und Mitarbeiterin von Demirbilek                                                     |
| Pius Leipold       | Michael A. Grimm     | 1.01–1.02            | grantelndes Neu-Migra-Mitglied                                                                        |
| Gül Güzeloglu      | Pinar Erincin        | 1.01                 | Tochter des Döner-Königs Süleyman Güzeloglu, die zwangsverheiratet werden soll                        |
| Stefan Tavuk       | John Friedmann       | 1.01                 | Türkenpuff-Besitzer                                                                                   |
| Özlem Demirbilek   | Selen Savas          | 1.01–1.02            | Tochter von Zeki Demirbilek                                                                           |
| Süleyman Güzeloglu | Vedat Erincin        | 1.01                 | Herrscher über ein Döner-Imperium                                                                     |
| Furat Firinci      | Hasan Ali Mete       | 1.01                 | Döner-Fleisch-Produzent                                                                               |
| Alman              | Erhard Hartmann      | 1.01                 | Auftragskiller                                                                                        |
| Dr. Sybille Ferner | Bettina Mittendorfer | 1.01–1.02            | Gerichtsmedizinerin                                                                                   |
| Selma Demirbilek   | İlknur Boyraz        | 1.01–1.02            | liberale Istanbuler Professorin und erste Ehefrau von Zeki Demirbilek                                 |
| Aydin Demirbilek   | Doğa Gürer           | 1.02                 | Sohn von Zeki Demirbilek und Affäre von Jale Cengiz                                                   |
| Süleyman Turhan    | Su Turhan            | 1.02                 | Roman-Autor und neuer Freund von Selma Demirbilek                                                     |

## Episoden
| Nr.  | Titel            | Erstausstrahlung | Regie            | Drehbuch      | Marktanteil                  | 14–49 Jahre                 |
| ---- | ---------------- | ---------------- | ---------------- | ------------- | ---------------------------- | --------------------------- |
| 1.01 | Kommissar Pascha | 16. März 2017    | Sascha Bigler    | Sascha Bigler | 12,2 % (4,3 Mio. Zuschauer)  | 5,8 % (0,68 Mio. Zuschauer) |
| 1.02 | Bierleichen      | 23. März 2017    | Matthias Steurer | Sascha Bigler | 13,1 % (4,18 Mio. Zuschauer) | 8,9 % (0,99 Mio. Zuschauer) |